# Walking with a Ghost
"Walking with a Ghost" je píseň kanadského dua Tegan and Sara, z jejich alba z roku 2004, So Jealous. Autorkou je Sara Quin, přesto jsou pod ní podepsány obě. Skladba vyšla jako singl v roce 2005. Je také součástí soundtracku k filmu z roku 2005, Příšerná tchyně.
"Walking with a Ghost" je také součástí velmi populárního mashupu umělce Party Bena, který tuto skladbu zkombinoval s písní zpěváka Mylo "Paris Four Hundred". Výsledek nazval "Walking with a Ghost in Paris". Tento song byl tak úspěšný, že nahrávací společnost jej chtěla oficiálně vydat, ale Sara Quin tento záměr zamítla.

## Seznam skladeb
1. "Walking with a Ghost" – 2:30
2. "Love Type Thing" – 1:47

## The White Stripes coververze
Walking with a Ghost je EP album americké alternativní rockové skupiny The White Stripes, které bylo vydáno v prosinci 2005, 6 měsíců po vydání alba Get Behind Me Satan. Coververze zahrnuje hudební video.
- Allmusic
- Sputnikmusic  link

### Seznam skladeb
Autorem všech skladeb je kromě skladby "Walking with a Ghost" (S. Quin) Jack White.
1. "Walking with a Ghost" (Sara Quin) – 2:47
2. "Same Boy You've Always Known" (živě) – 3:12
3. "As Ugly as I Seem" (živě) – 5:04
4. "The Denial Twist" (živě) – 2:35
5. "Screwdriver" (živě) – 5:15
6. "Shelter of Your Arms" – 3:30 (bonusová skladba na japonském vydání EP)

- Skladby tři a čtyři nahráli živě pro losangeleské rádio 89.9 KCRW 15. srpna 2005
- Skladby dvě a pět nahráli 1. června 2005 živě v Manaus, Brazílii; později zařadili nahrávku písně "Passive Manipulation"
- Všechny živě nahrané skladby jsou také součástí B-strany singlu Get Behind Me Satan.

### Obsazení
Na albu pracovali pouze White Stripes. Role si rozdělili takto:
- Jack White – zpěv, kytara, piano
- Meg White – bubny, bongo, perkuse